# نج شوان هوي
نج شوان هوي (بالإنجليزية: Ng Xuan Hui)‏ هي متسابقة يخت سنغافورية، ولدت في 1977.